# Candin Liteanu
Candin Liteanu (n. 6 iulie 1914, Ciugudu de Sus, România – d. 31 mai 1990) a fost un chimist și profesor universitar român. A lucrat în domeniul chimiei analitice.
A fost autor de tratate în chimia analitică.
Preocupările științifice ale profesorului includeau electrozii de sticlă și alți senzori electrochimici, metode rapide de analiză, prelucrarea statistică a datelor analitice, cromatografia, etc.

## Opere
- R. Ripan, E. Popper and C. Liteanu, “Chimie analitică calitativă. Semimicroanaliza”, ediția I-a, Editura Tehnică, București, 1954; ediția a IV-a, Editura Didactică si Pedagogică, București, 1963,
- C. Liteanu, S. Gocan, “Gradient Liquid Cromatography”, Ellis Horwood Ltd., Chichester (Regatul Unit), 1974
- C. Liteanu, S. Gocan, T. Hodisan, “Cromatografia de lichide”, Editura Științifică și Enciclopedică, București, 1974
- C. Liteanu, S. Gocan, “Cromatografia de lichide cu gradienți”, Editura Tehnică, București, 1976
- C. Liteanu, I. Rîcă, “Teoria și metodologia statistică a analizei urmelor”, Editura Scrisul Românesc, Craiova, 1979
- C. Liteanu, I. Rîcă, “Statistical Theory and Metodology of Trace Analysis”, Ellis Horwood Ltd., Chichester (Regatul Unit), 1980
- C. Liteanu, S. Gocan, A. Bold, “Separatologie analitică”, Editura Dacia, Cluj-Napoca, 1981
- C. Liteanu, G. Rădulescu, “Bazele membranologiei”, Editura Științifică și Enciclopedică, București, 1984
- C. Liteanu, I. Rîcă, “Optimizarea proceselor analitice”, Editura Academiei RSR, București, 1985